# Torbjørn Yggeseth
Torbjørn Yggeseth, né le 18 juin 1934 et mort le 10 janvier 2010, est un sauteur à ski norvégien.

## Biographie
Il représente le club de Heggedal. En 1959, il obtient son premier succès international sur la compétition de vol à ski au tremplin de Kulm. La même année, il est élu sportif norvégien de l'année.
Il prend part aux Jeux olympiques en 1960 à Squaw Valley, terminant à la cinquième place au grand tremplin et en 1964 à Innsbruck, sa dernière compétition internationale.
Sur la Tournée des quatre tremplins 1962-1963, il est vainqueur du concours à Bischofshofen, contribuant a sa deuxième place finale. Cet hiver, il est aussi vice-champion de Norvège derrière Torgeir Brandtzæg.
Gagnant le concours de saut au Festival de ski de Holmenkollen en 1963 (et aussi 1964), il reçoit la Médaille Holmenkollen la même année. À la Tournée des quatre tremplins 1963-1964, il remporte la manche d'ouverture à Oberstdorf, puis obtient deux résultats inférieurs et finalement une troisième place à Bischhofshen, le plaçant de nouveau deuxième de la compétition reine du saut. 
Après sa carrière sportive, il est toujours impliqué dans le sport, devenant un membre du comité technique de la Fédération internationale de ski entre 1982 et 2004. Il est le créateur de la Coupe du monde de saut à ski. En dehors du sport, il est également un pilote formé dans l'United States Air Force.
Il mort d'un cancer de la prostate à l'âge de 75 ans.

## Palmarès

### Jeux olympiques
| Épreuve / Édition | Squaw Valley 1960 | Innsbruck 1964 |
| Petit tremplin    |                   | 14e            |
| Grand tremplin    | 5e                | 28e            |

### Tournée des quatre tremplins
- 2e du classement final en 1963 et 1964.
- 2 victoires d'étape.